# Attention To Detail
Attention To Detail (förkortat ATD) var ett brittiskt mjukvaruföretag, som existerade mellan 1988 och 2003. Företaget gjorde bland annat de officiella spelen till Olympiska sommarspelen 2000, Olympiska vinterspelen 2002 och LEGO-spelen Drome Racers och Lego Racers 2.

## Utvecklade spel
- Night Shift (1990)
- Indiana Jones and The Fate of Atlantis: The Action Game (1992)
- Cybermorph (1993)
- Battlemorph (1995)
- Blue Lightning (1995)
- Blast Chamber (1996)
- The Incredible Hulk: The Pantheon Saga (1996)
- Rollcage (1999)
- Sydney 2000 (2000)
- Rollcage Stage II (2000)
- Ducati World (2001)
- Lego Racers 2 (2001)
- Salt Lake 2002 (2002)
- Firebugs (2002)
- Drome Racers (2002)